# Quinta Steenbergen
Quinta Steenbergen (Schagen, 2 aprile 1985) è una pallavolista olandese.
Gioca nel ruolo di centrale nella Volejbalový klub Prostějov.

## Carriera
La carriera di Quinta Steenbergen inizia nel 2001 con l'AMVJ, col quale gioca fino al 2008, esclusa la stagione 2003-04 in cui gioca col Weert. Le buone prestazioni col suo club le permettono nel 2008 di debuttare nella nazionale neerlandese.
Nella stagione 2008-09 gioca per la prima volta all'estero, col club francese del Le Cannet, classificandosi al terzo posto in campionato. Dopo una stagione di inattività, torna a giocare in patria col TVC Amstelveen.
Nell'annata 2011-12 viene ingaggiata dal club azero del Baku, col quale è finalista in Challenge Cup, mentre in quella successiva passa allo Schweriner, nel massimo campionato tedesco, con cui vince la Coppa di Germania e lo scudetto.
Nella stagione 2013-14 cambia nuovamente squadra e va a giocare col Prostějov nel massimo campionato ceco, vincendo nuovamente lo scudetto e la coppa nazionale. Nel campionato successivo torna in Azerbaigian per vestire la maglia della Lokomotiv Baku; con la nazionale si aggiudica la medaglia d'argento al campionato europeo 2015.
Nella stagione 2015-16 è di nuovo nel Prostějov; vince il bronzo al World Grand Prix 2016 con la maglia della nazionale.

## Palmarès

### Club
- Campionato tedesco: 1

2012-13
- Campionato ceco: 1

2013-14
- Coppa di Germania: 1

2012-13
- Coppa della Repubblica Ceca: 1

2013-14

### Nazionale (competizioni minori)
- Piemonte Woman Cup 2010
- Montreux Volley Masters 2015